# Maria Ponsee
Maria Ponsee (bis 1950 nur Ponsee) ist eine Ortschaft und eine Katastralgemeinde der Gemeinde Zwentendorf an der Donau im Bezirk Tulln in Niederösterreich. Die Ortschaft hat 123 Einwohner (Stand 1. Jänner 2024). Bis Ende 1970 war Maria Ponsee eine eigenständige Gemeinde.

## Geografie
Das im südlichen Tullnerfeld gelegene Dorf ist von der Landesstraße L112 über Nebenstraßen erreichbar und landwirtschaftlich geprägt.

## Geschichte
Beim Ort wurde ein langobardisches Gräberfeld ergraben.
Laut Adressbuch von Österreich waren im Jahr 1938 in der Ortsgemeinde Ponsee (auch Bodensee) ein Fleischer, eine Gastwirtin, ein Gemischtwarenhändler, eine Sparkasse und einige Landwirte ansässig.
Am 9. September 1950 benannte sich die damalige Gemeinde Ponsee in Maria Ponsee um.
Am 1. Jänner 1971 wurde die damalige Gemeinde Maria Ponsee nach Zwentendorf eingegliedert.

## Kultur und Sehenswürdigkeiten

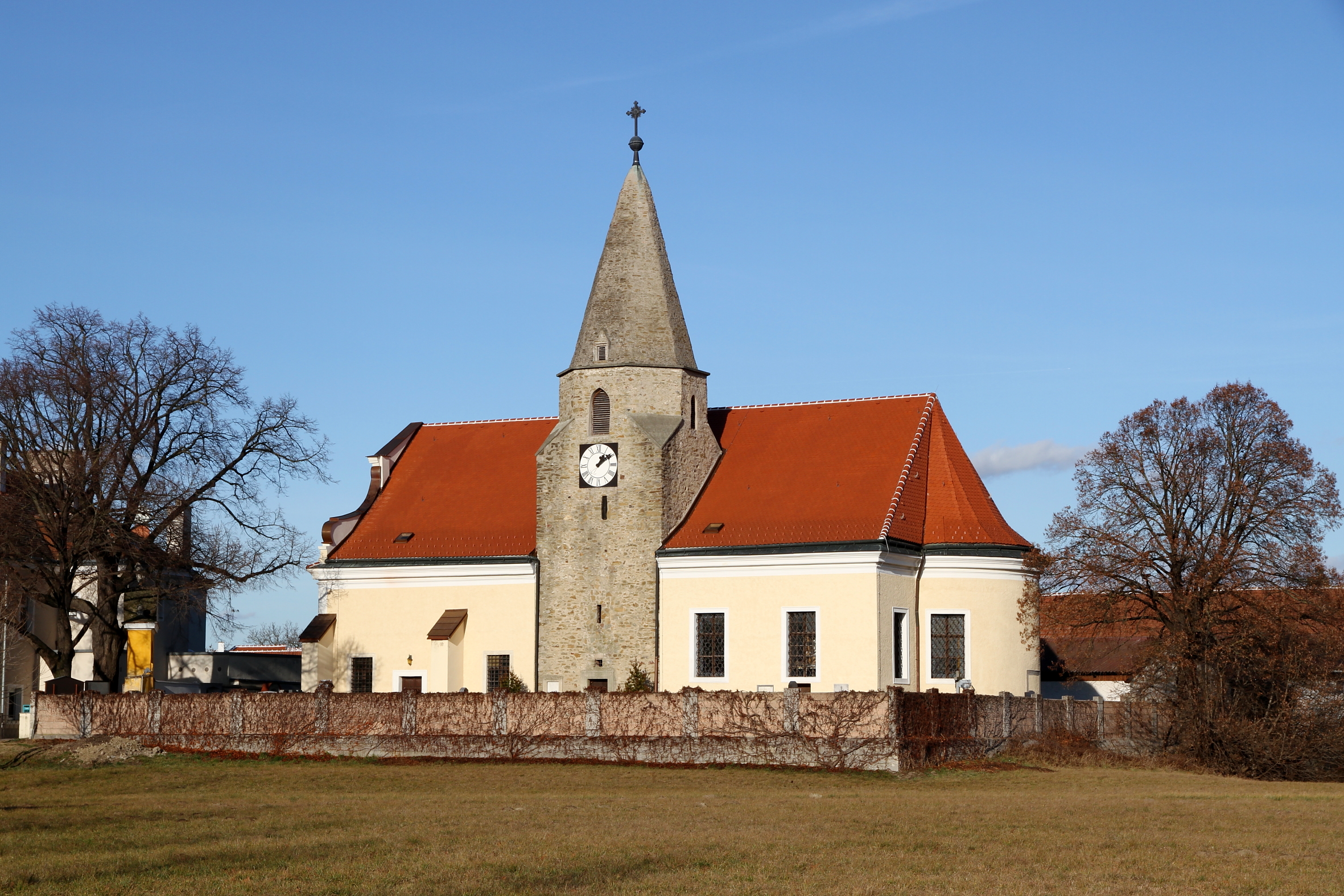
Pfarrkirche Maria Ponsee

- Katholische Pfarrkirche Maria Ponsee Mariä Geburt, ursprünglich eine romanische Chorquadratkirche, barockisiert.

## Persönlichkeiten
- Georg Donberger (1709–1768), Priester und Komponist, wirkte in der Pfarre